# インガロ島
インガロ島（Ingarö）は、ストックホルム県ヴァルムド市にある島。主要な集落はブルン（Brunn）と呼ばれ、面積は63.26平方キロメートルで、スウェーデンで16番目に大きい島となっている。ペトログリフ（岩面彫刻）によって、この島には北欧青銅器時代から人が住んでいたことがわかっている。20世紀の大半は人口が減少し、同時に多くの別荘が建てられた。しかし近年では、新しい住宅が建設され、別荘が永住の地として利用されるようになり、人口が増加している。交通網の発達により、ストックホルムへの通勤も容易になった。
インガロ島の墓地には、スウェーデン初の飛行士カール・セーデルストレム（別名カッレ・フリュガレ）の遺体が眠っている。島には36ホールのゴルフコースと、テニスコートがある。オーテルヴァルスショーンには、スウェーデン初のヌーディストビーチがある。
インガロは、1993年の映画『Sune's Summer』や、ダニエル・クレイグ主演の『ドラゴン・タトゥーの女』など、数々の映画のロケ地となってきた。
2008年6月14日、ジャズ・バンドE.S.T.のピアニスト、エスビョルン・スヴェンソンがスキューバ・ダイビング中に行方不明となり、インガロで亡くなった。
毎年6月には、パラディスロペットと呼ばれるランニングレースが開催されている。
ビョルクヴィクは、ヴァルムド市インガロ南部のナムドフィヤルデンにある桟橋と海水浴場を指す。